# Grafschaft Diez

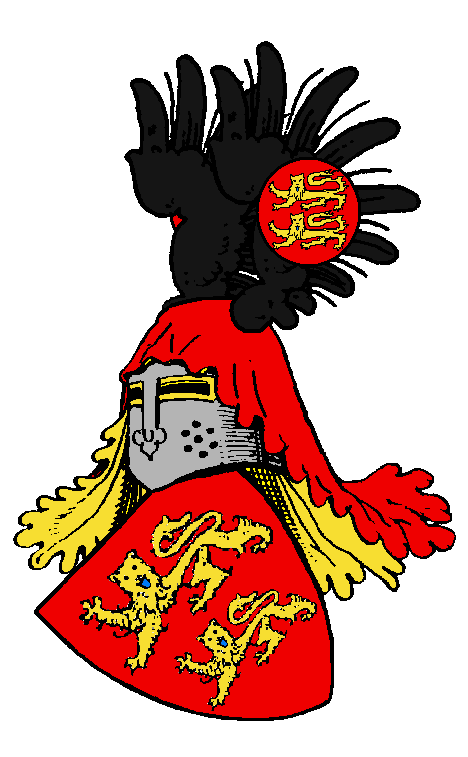
Das Wappen der Grafen von Diez zeigt „in Rot zwei schreitende goldene Leoparden“

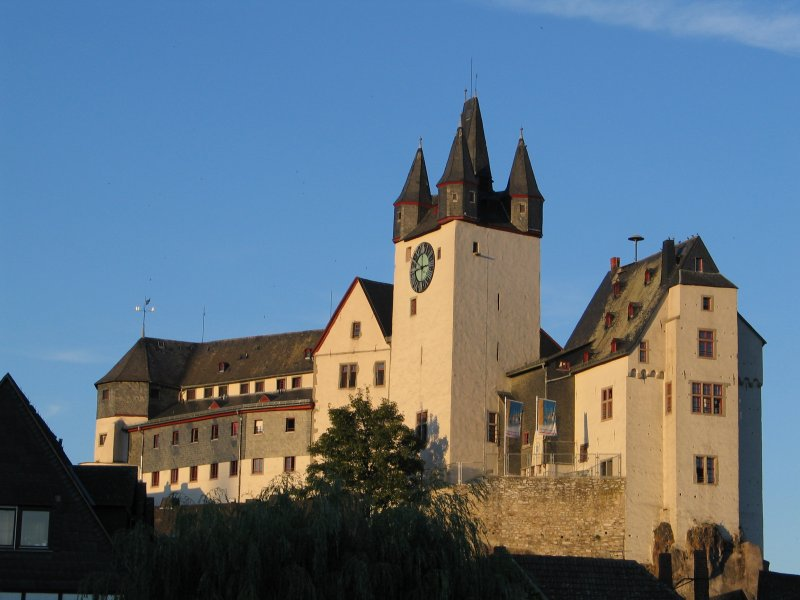
Das Grafenschloss über Diez

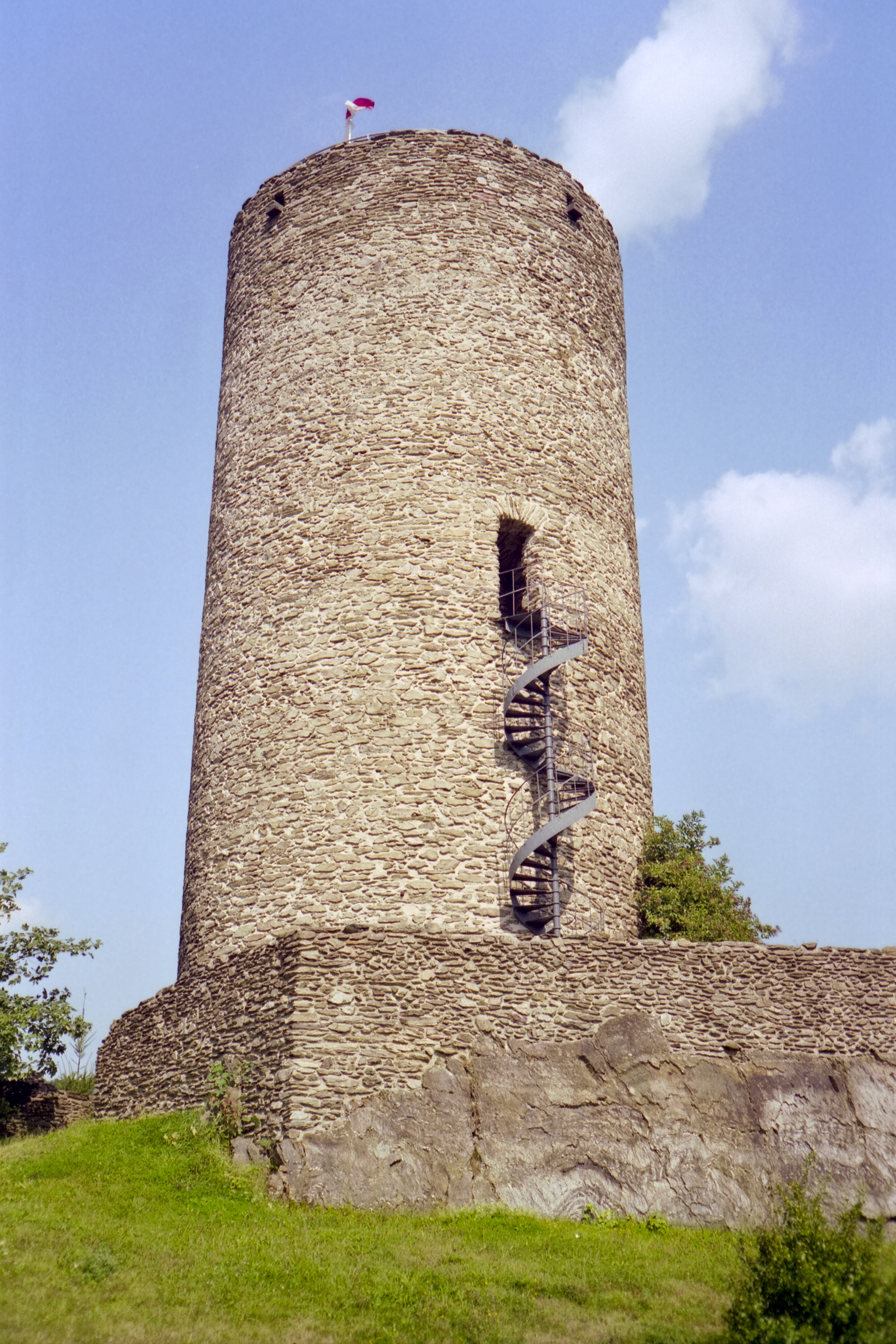
Bergfried der Burg Altweilnau

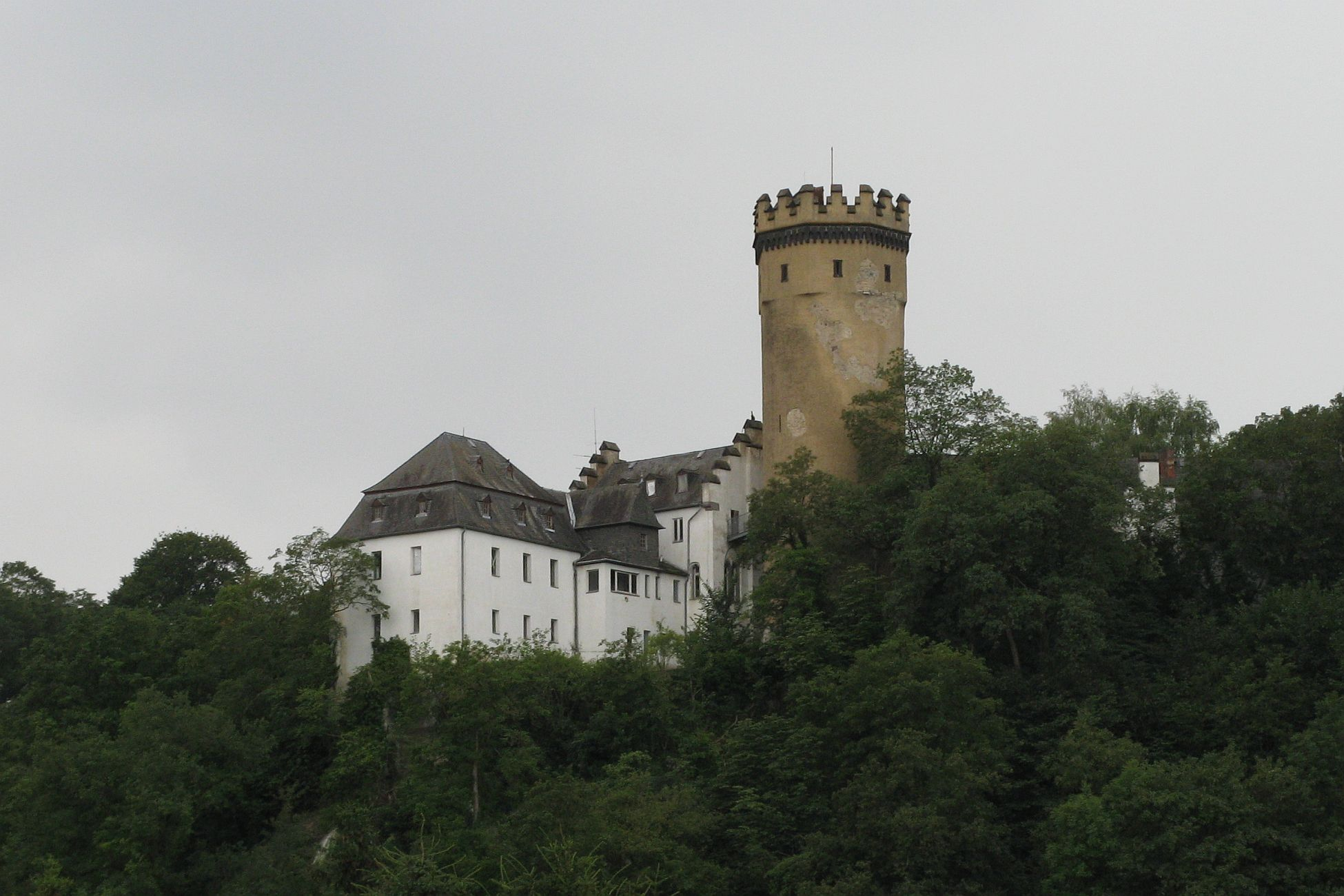
Die Burg Dehrn wurde im 12. Jahrhundert von den Grafen zu Diez erbaut

Die Grafschaft Diez war ein mittelalterliches Territorium im mittleren Lahngau. Die Grafschaft Weilnau entstand in der ersten Hälfte des 13. Jahrhunderts durch die Abspaltung einer Nebenlinie der Grafen von Diez, die auf der 1208 erstmals erwähnten Burg Altweilnau ihren Sitz nahm und sich in der Folge Grafen von Weilnau nannte.

## Geschichte
Vermutlich entstand die Grafschaft als Nachfolgerin der Grafschaft der Konradiner im Niederlahngau, nachdem diese Familie in der zweiten Hälfte des 10. Jahrhunderts ihren Herrschaftsschwerpunkt von Franken nach Schwaben verlegt hatte. Wahrscheinlich stammt die Grafenfamilie von Diez aus der Region an der Nahe und übernahm die Grafschaft an der Lahn im Auftrag der Salier als Amtsgrafschaft, die bald erblich wurde. Zentrum der Grafschaft war das Grafenschloss Diez. Ihr Territorium dehnte sich entlang des Lahntals bis unterhalb Weilburg, nach Norden in den Westerwald und nach Osten in den Goldenen Grund aus.
Erstmals urkundlich erwähnt wurden die Grafen von Diez im Jahr 1073, als ein Graf Embricho und sein Bruder von Diez (Didesse) Güter bei Badenheim an das St. Victorstift in Mainz-Weisenau verkauften. Ein Graf Embricho ist seit 1059 im Niederlahngau nachgewiesen. Sein Bruder war vermutlich der ab 1053 im Niederlahngau nachgewiesene Graf Godebold. Ein enger Verwandter Embrichos war vermutlich der Augsburger Bischof Embricho (1063–1077).
Unter den Staufern, vor allem unter Friedrich Barbarossa, erreichten die Grafen von Diez den Scheitelpunkt ihrer Macht. Vermutlich aus seiner Ehe mit einer namentlich nicht bekannten Erbtochter der Grafen von Nürings erbte Heinrich II. von Diez (1145–1189) erheblichen Besitz in der Wetterau. Er begleitete Barbarossa auf dessen Italienzügen und war dort an diplomatischen Verhandlungen beteiligt, ebenso sein Sohn Heinrich III. 1207 traten Heinrich III. und sein Bruder Gerhard II. die Vogtei über Mainz-Kastell an König Philipp von Schwaben ab und erhielten im Gegenzug Reichsgut bei Usingen und das Kirchenpatronat in dem Ort. Gerhard II. gehörte auch dem Regentschaftsrat und dem Erzieherkreis Heinrichs VII. an. 
Die Brüder Heinrich III. und Gerhard II. veranlassten vor 1255 die Gründung des Stifts in Salz als Hausstift der Grafen von Diez. Das Stift Salz wurde bereits 1289 von Graf Gerhard VII. dem Kollegiatstift Diez inkorporiert.
Die Grafschaft wurde bereits von ihren Zeitgenossen als Goldene Grafschaft bezeichnet. In ihr bestanden die Hochgerichte Stuhllinden bei Winden-Höhn, St. Maximinus bei Ellar und Reckenforst bei Dietkirchen. Diese wiederum gliederten sich in folgenden Zente: Altendiez, Flacht, Hahnstätten, Lindenholzhausen, Dauborn, Niederhadamar (Dehrner Zent), Hundsangen, Nentershausen, Meudt, Salz, Rotzenhahn, Hoen-Rennerod, Villmar, Schupbach, Panrod, Kirberg und Camberg, Lahr, Elsoff, Blessenberg (Frickhofen) und Niederzeuzheim.
Der Niedergang der Grafen von Diez begann gegen Ende des 13. Jahrhunderts mit der endgültigen Abspaltung der Weilnauer Linie, die zunächst in Altweilnau und ab 1302 in Neuweilnau ihren Sitz hatte. Mit dem Ende der Staufer verlor die Familie zudem ihren reichspolitischen Einfluss. Dazu kamen wirtschaftliche Probleme und der daraus resultierende sukzessive Verkauf des Territoriums.
Im Jahre 1302 trennten sich die beiden Linien endgültig und bildeten zwei getrennte Grafschaften. 1326 verlegte die Weilnauer Linie ihren Sitz nach Birstein im Vogelsberg. Ihr Territorium an der Lahn wurde weitgehend vom Haus Nassau übernommen. 
Auch die durch die Teilung von 1302 geschwächte Diezer Linie verlor in den folgenden Jahren Besitzungen und Rechte, vor allem durch Verpfändungen an die übermächtigen Nachbarn Nassau und Kurtrier sowie Katzenelnbogen und Eppstein. Graf Gottfried von Diez (1303–1348) galt als regierungsunfähig, so dass Emich von Nassau-Hadamar von 1317 bis 1332 die Vormundschaft übernahm. Ab 1332 regierte Gerhard VI. für seinen Vater; er starb am 17. Oktober 1343 in einer Fehde mit der Stadt Limburg.
1388 starb der letzte Graf von Diez, Gerhard VII. Sein verbliebenes Herrschaftsgebiet fiel über seine Tochter Jutta an seinen Schwiegersohn, Graf Adolf von Nassau-Dillenburg. Zu diesem Zeitpunkt war ein erheblicher Teil der Grafschaft an zahlreiche Pfandgläubiger übertragen. Adolf von Nassau-Dillenburg starb 1420 ebenfalls ohne direkte männliche Nachkommen. Das Haus Nassau konnte jedoch nur den Besitz der halben Grafschaft wahren. Die andere Hälfte fiel über Adolfs Tochter Jutta an Gottfried VII. von Eppstein-Münzenberg. Das Haus Eppstein verkaufte die Hälfte seines Anteils 1453 an die Grafen von Katzenelnbogen. Das Katzenelnbogener Viertel fiel mit dem Aussterben der Grafen von Katzenelnbogen 1479 an die Landgrafen von Hessen, die es mit dem Frankfurter Vertrag vom 30. Juni 1557 an Nassau-Dillenburg abtraten. Das verbleibende Eppsteiner Viertel gelangte 1535 an Kurtrier. Mit dem Diezer Vertrag von 1564 teilten Nassau-Dillenburg und Kurtrier die Grafschaft. 
Seit 1606 entstand eine Linie Nassau-Diez des Hauses Nassau.

## Wappen
- Das Stammwappen (nach Siegeln von 1308 und 1346) zeigt übereinander in Rot zwei schreitende goldene Leoparden. Der Helm mit rot-goldenen Decken ist fächerartig mit Bolzen besteckt.
- Das spätere erbliche Wappen zeigt über demselben Schild auf dem Helm einen geschlossenen schwarzen Flug belegt mit den beiden goldenen Leoparden in einer runden roten Scheibe.[4]

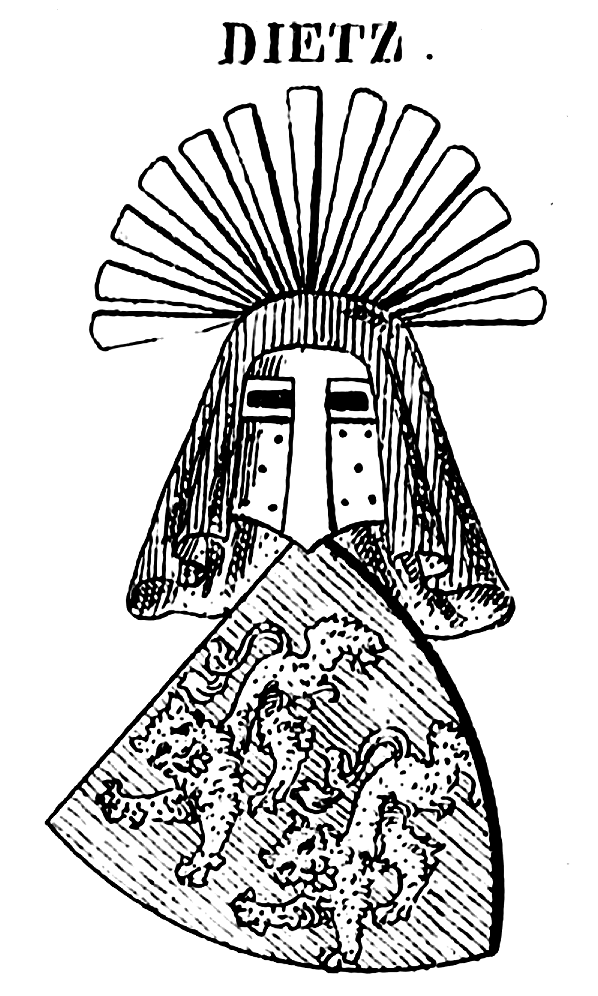
Stammwappen in Siebmachers Wappenbuch nach Gottfrieds Siegeln von 1308 und 1346
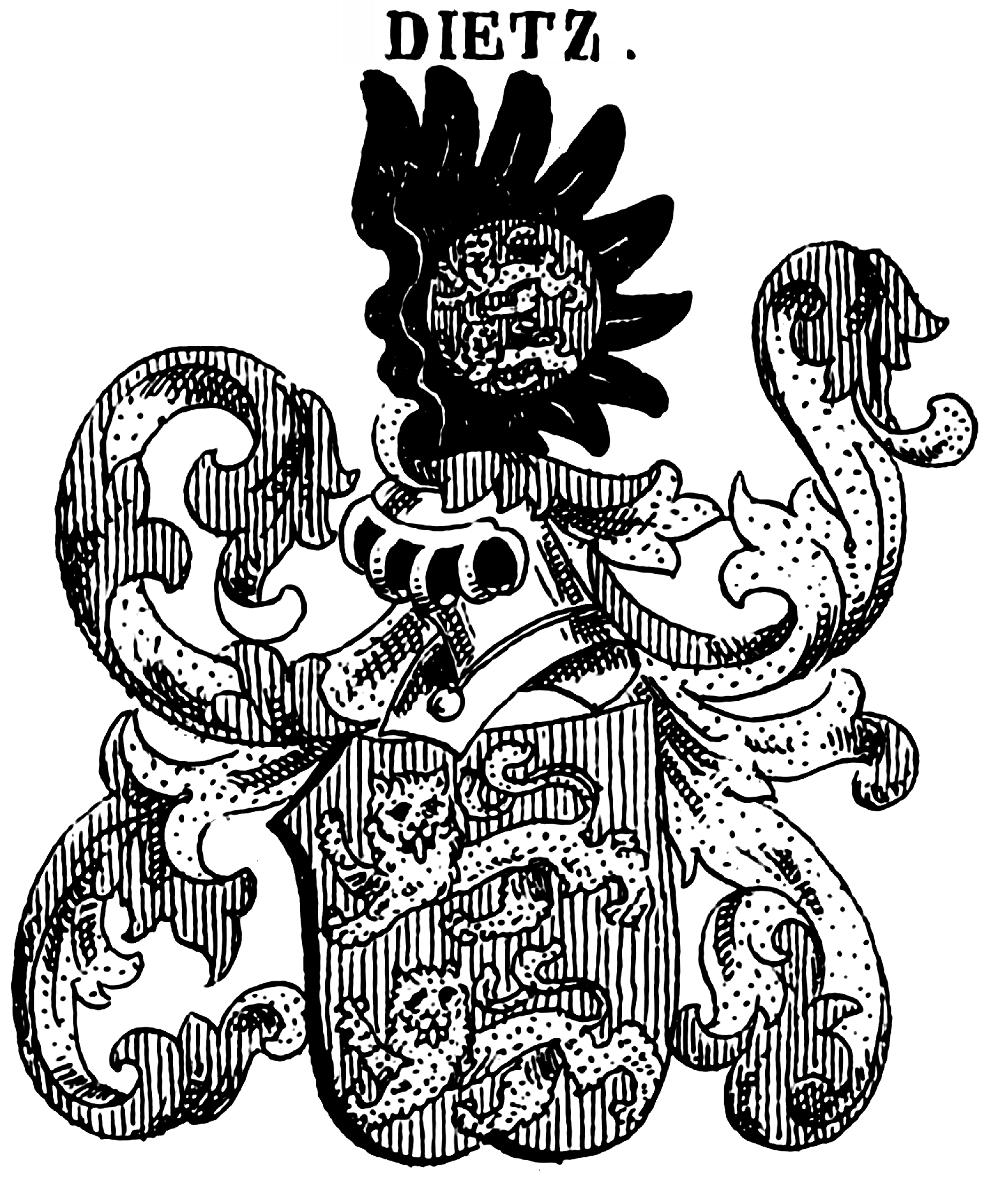
Späteres erbliches Wappen in Siebmachers Wappenbuch (hier korrekt gespiegelt)

## Dynasten
Wahrscheinlich zu den Grafen von Diez gehörten:
- Embricho (vor 1059 bis nach 1073) und
- Godebold (vor 1053 bis nach 1073)

Grafen der Diezer Linie waren:
- Die Brüder Heinrich I. und Gerhard I. (vor 1101 bis nach 1107)
- Embricho II. (vor 1145)
- Heinrich II. (1145–1189)
- Die Brüder Gerhard II. (1189–1223) und Heinrich III. (1189–1234); Heinrich begründete ab 1208 die Weilnauer Linie
- Gerhard III. (1234–1276)
- Gerhard IV. (1281–1306)
- Die Brüder Gerhard V. (1301– vor 1308) und Gottfried (1303–1348)
- Gerhard VI. (1317–17. Oktober 1343)
- Gerhard VII. (1347–1388)
- Jutta (1368–1397), vermählt mit Adolf von Nassau-Dillenburg

Grafen der Weilnauer Linie waren:
- Heinrich III. (1189–1234)
- Die Brüder Gerhard I. (1274–1282) und Heinrich I. (1249–1275)
- Die Brüder Heinrich II. (1282–1344) und Reinhard (1282–1333), Söhne Gerhards I., gemeinsam mit ihrem Neffen Heinrich III. (1275–1307), einem Sohn von Heinrich I.
- Gerhard II. (1360–1389), Nachkomme von Reinhard
- Heinrich IV. (1389–1413)
- Die Brüder Adolf (1420–1451), Heinrich V. (1426–vor 1438) und Reinhard (1424–1472)

## Grafen von Diez (Haus Hessen)
Die Kinder aus der von Landgraf Philipp I. am 4. März 1540 in Rotenburg an der Fulda „zur linken Hand“ geschlossenen zweiten Ehe mit Margarethe von der Saale (* 1522, † 6. Juli 1566) erhielten den Titel Grafen von Diez („Geborene aus dem Hause Hessen, Grafen von Diez und Herren zu Lißberg und Bickenbach“):
- Philipp (1541–1569)
- Hermann (1542–1568)
- Christoph Ernst (1543–1603)
- Margarethe (1544–1608)
- Albrecht (1546–1569)
- Philipp Konrad (1547–1569)
- Moritz (1553–1575)
- Ernst (1554–1570)

Die sieben Söhne starben alle unverheiratet und ohne legitime Nachkommen.